# Bob Miller (Footballspieler)
Bob Miller (* 11. Dezember 1929 in Norwalk, Connecticut als Robert Marguese Miller; † 7. August 2006 in Clarkston, Michigan) war ein American-Football-Spieler. Er spielte von 1952 bis 1958 als Tackle bei den Detroit Lions in der NFL.

## Leben
Miller besuchte die University of Virginia und belegte den 13. Platz in der Liste der besten Abgänger 1951. Er spielte für Detroit 1952 in der NFL und gewann mit seinem Team die Titel 1952, 1953 und 1957. Das Titelfinale 1954 verlor sein Team. Er wurde 1956 als bester Tackle von der Sporting News gewählt. Nach seiner Footballer-Karriere kaufte er sich einen Rennstall.
Bob Miller starb am 7. August 2006 in Clarkston, Michigan, im Alter von 76 an Krebs.
| Personendaten    | Personendaten                               |
| ---------------- | ------------------------------------------- |
| NAME             | Miller, Bob                                 |
| ALTERNATIVNAMEN  | Miller, Robert Marguese                     |
| KURZBESCHREIBUNG | US-amerikanischer American-Football-Spieler |
| GEBURTSDATUM     | 11. Dezember 1929                           |
| GEBURTSORT       | Norwalk (Connecticut)                       |
| STERBEDATUM      | 7. August 2006                              |
| STERBEORT        | Clarkston (Michigan)                        |